# Kurt og Valde
Kurt og Valde er en dansk komediefilm fra 1983, instrueret af Hans Kristensen. Manuskriptet er af Peter og Stig Thorsboe med drejebog af Erik Balling og Henning Bahs.
I titelrollerne er Lars Knutzon og Arne Hansen.

## Medvirkende
- Lars Knutzon
- Arne Hansen
- Ole Thestrup
- Beatrice Palner
- Buster Larsen
- Lisbet Dahl
- Thomas Eje
- Ove Sprogøe
- Bjørn Watt-Boolsen
- Peter Schrøder
- Vera Gebuhr
- Bent Mejding
- Bjørn Puggaard-Müller
- Olaf Ussing
- Elin Reimer
- Kjeld Nørgaard
- Karen Lykkehus
- Gyrd Løfqvist
- Flemming Dyjak
- Jarl Forsman